# Gli arcangeli
Pour plus de détails, voir Fiche technique et Distribution.
Gli arcangeli est une comédie italienne sortie en 1963, réalisée par Enzo Battaglia,,.

## Synopsis
Une jeune femme de province s'enfuit à Rome avec son fiancé, comptant sur l'aide de son frère face à l'opposition de ses parents à l'union envisagée. A Rome, elle découvre une autre façon de vivre, ce qui la fait changer et de mentalité, et de fiancé.

## Fiche technique
- Titre italien original : Gli arcangeli
- Genre : comédie
- Réalisation : Enzo Battaglia
- Scénario : Enzo Battaglia
- Production : Alfredo Salvati[2]
- Photographie : Luciano Graffigna
- Montage : Silvano Agosti, Franz Regard
- Musique : Sandro Brugnolini
- Année de sortie : 1963
- Durée : 102 min[4]
- Pays :  Italie
- Distribution en Italie : Mirafilm

## Distribution
- Graziella Polesinanti : Anna Maria
- Paolo Graziosi : Paolo
- Stefano Satta Flores : Stefano
- Roberto Bisacco : Roberto
- Maria Virginia Onorato : Diana